# 2009 en Nouvelle-Écosse
Chronologie de la Nouvelle-Écosse
- 2005
- 2006
- 2007
- 2008
- 2009
- 2010
- 2011
- 2012
- 2013

Cette page concerne des événements d'actualité qui se sont produits durant l'année 2009 dans la province canadienne de la Nouvelle-Écosse.

## Politique

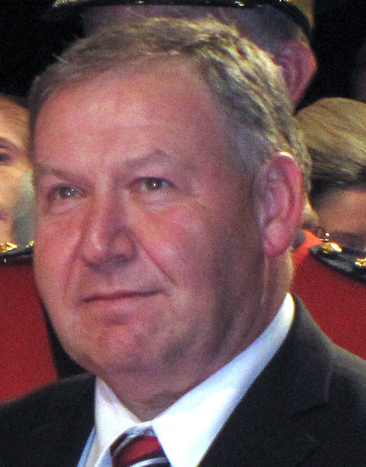
Darrell Dexter

- Premier ministre : Rodney MacDonald puis Darrell Dexter
- Chef de l'Opposition :
- Lieutenant-gouverneur : Mayann Francis
- Législature :

## Événements
L'archidiocèse de Halifax fusionne avec le diocèse de Yarmouth pour former l'archidiocèse de Halifax-Yarmouth.
- 12 janvier 2009 : le conseil municipal de Truro (12 000 habitants), une bourgade de la côte atlantique canadienne, adopte un règlement interdisant de fumer dans son centre-ville — place Inglis, une zone composée de nombreux bars et restaurants — punissant les contrevenants par des amendes comprises entre 100 et 1 000 dollars canadiens pour les fumeurs multirécidivistes[1].

- 16 mai 2009 : 520 cas confirmés de grippe H1N1 dans tout le Canada, dont 187 en Ontario, 100 en Colombie-Britannique, 71 au Québec, 67 en Alberta, 66 en Nouvelle-Écosse…

- 9 juin 2009 : élection générale - le gouvernement progressiste-conservateur est défait par le NPD néo-écossaise reprend le pouvoir pour la première fois et Darrell Dexter succède à Rodney MacDonald au poste de Premier ministre.